# واشنطن بوشنل
واشنطن بوشنل (بالإنجليزية: Washington Bushnell)‏ هو محامي أمريكي، ولد في 20 سبتمبر 1825، وتوفي في 30 يونيو 1885.